# Jean-Luc Picard
Jean-Luc Picard er en fiktiv person i Star Trek-universet og han blev spillet af den britiske skuespiller Patrick Stewart. Picard er kaptajn på USS Enterprise-D og er primært med i serien Star Trek: The Next Generation samt de fire spillefilm Star Trek: Generations, Star Trek: First Contact, Star Trek: Insurrection og Star Trek: Nemesis. I de sidste tre er han kaptajn for det nye USS Enterprise-E. Han har også en enkelt gæsteoptræden i første afsnit af serien Star Trek: Deep Space Nine.
I januar 2020 havde en ny tv-serie i Star Trek-universet premiere. Handlingen i Star Trek: Picard foregår cirka 20 år efter begivenhederne i biograffilmen Star Trek: Nemesis og Jean-Luc Picard er involveret i begivenhederne omkring ødelæggelsen af planeten Romulus, som er beskrevet i 2009-biograffilmen Star Trek.